# Фиерро, Марибель
Марибель Фиерро (María Isabel Fierro Bello; род. 27 апреля 1956) — испанский медиевист, исламовед, специалист по досовременной истории западного исламского мира. Исследовала взаимодействие между политикой, религией и наукой в Аль-Андалусе — части современной Испании, находившейся под мусульманским правлением с 8-го по 15-й век. С 2005 года исследовательский профессор Центра гуманитарных и социальных наук Испанского национального исследовательского совета (CSIC) в Мадриде, где занимала различные академические должности с 1987 года. С 1983 по 1986 год преподавала на кафедре арабских исследований в Мадридском университете Комплутенсе, где в 1985 году получила докторскую степень по филологии.
Член Европейской академии (2013).
Иностранный член Американского философского общества (2020).
Лауреат премии Аннелизы Майер (2014).
Являлась приглашенным профессором в EHESS в Париже.
Входит в редколлегии журналов Journal Der Islam, lntellectual History of the lslamic World и AI-Masaq.
Автор Abd al-Rahman III, The first Cordoban caliph (Oneworld, 2005) и соредактор Los almohades: problemas y perspectivas (Madrid: CSIC / Casa de Velázquez, 2005). Редактор третьего издания Энциклопедии ислама.